# Золотая лихорадка на реке Стикин

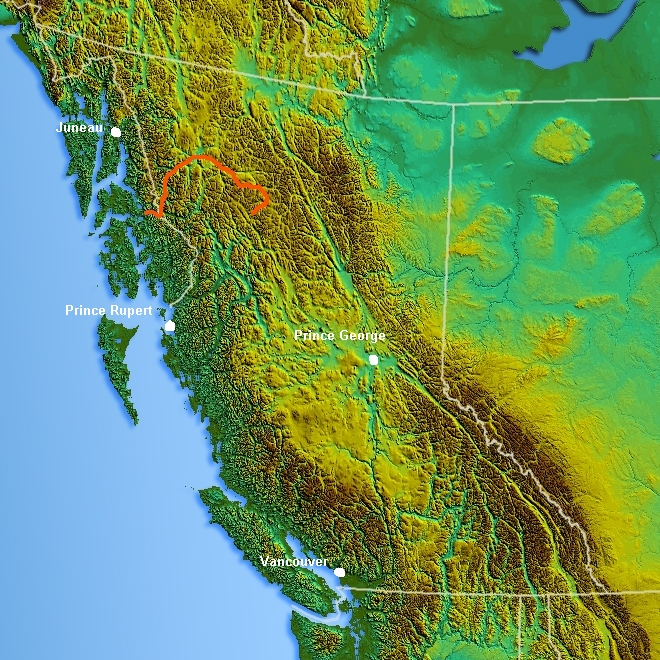
Местоположение реки Стикин.

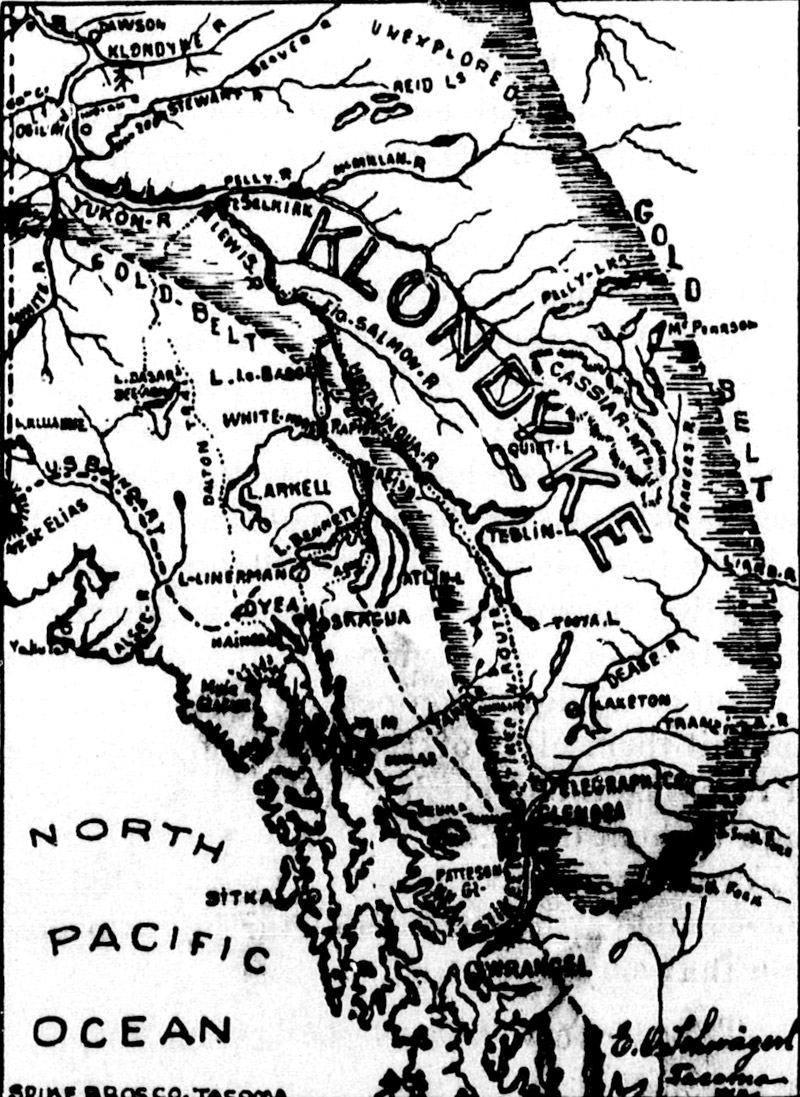
Карта пути из бассейна реки Стикин к Клондайкским золотым приискам.

Золотая лихорадка на реке Стикин — короткий, но немаловажный период золотой лихорадки в округе Стикин, нынешняя северо-западная Британская Колумбия. Начало лихорадки положил Александр «Бак» Чоке, который в 1861 году начал разрабатывать участок, располагавшийся чуть ниже по течению от места слияния рек Стикин и Анук и названный позже «Отмель Чоке» (приблизительные координаты места 56°48′с.ш. 131°46′з. д.). Чоке был зятем тлингитского вождя Шакеса, контролировавший район устья реки, где раньше располагался Форт Стикин, а ныне находится американский город Врангель, также племенная территория включала и ряд притоков Стикин, в том числе реку Нэсс.
После известия об открытии золотоносной местности в Британской Колумбии, нижнее течение реки Стикин в районе участка Чоке было наводнено старателями, а сама река стала оживленной транспортной артерией, по которой прибывали золотоискатели с истощившихся приисков на реке Фрейзер.

## Следствия лихорадки и память о ней
В долине Стикин было добыто не так много золота, однако всплеск общественного интереса побудил Джеймса Дугласа, губернатора острова Ванкувер и Британской Колумбии, объявить район золотодобычи владениями британской короны и основать таким образом Территории Стикин — колонию, располагавшуюся к северу от северной линии продвижения фронтиров в Британской Колумбии (реки Нэсс и Флинлей) до 62 параллели. Годом позже, когда наплыв старателей пошёл на убыль, территории Стикин были включены в состав Британской Колумбии, за исключением земель к северу от 60 параллели, которые вернули в состав Северо-Западных территорий, к которым и относились территории Стикин до выделения в отдельную единицу АТД. Освоение минеральных ресурсов окрестных местностей продолжилось с началом новой, куда более масштабной волны золотой лихорадки — Кассарской Лихорадки, охватившей территории к северу от Телеграф Крик, где золото было найдено в 1870 году Гарри МакДэймом.
Само местечко Телеграф Крик появилось в месте пересечения русла реки Стикин телеграфным кабелем, проложенным на территорию Стикин на волне золотой лихорадки компанией Collins Overland Telegraph в 1866-1867 годах.

## Дальнейшее освоение
Ныне река Стикин известна своими туристическими достопримечательностями, особенно участками русла, пригодными для каякинга (в том числе Большой Каньон реки Стикин). В 80-х годах проводились изыскания с целью освоения гидроэнергетическоих ресурсов реки, однако проект был заморожен под давлением экологических организаций. Добычу золота осуществляет компания Stikine Gold Corporation (штаб-квартира в Ванкувере).